# St. Michael (Liptingen)

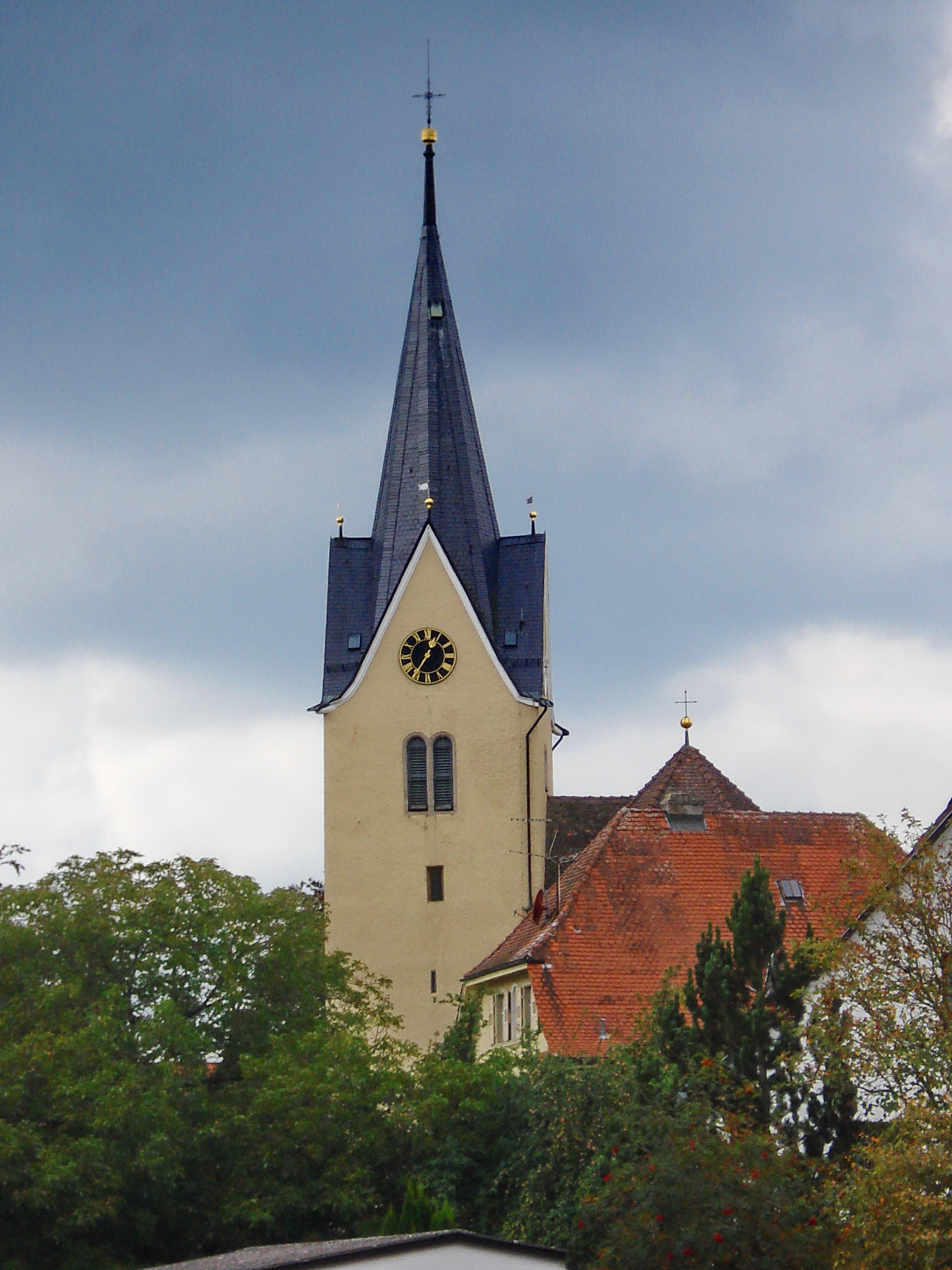
St. Michael in Liptingen

Die römisch-katholische Pfarrkirche St. Michael steht in Liptingen, einem Gemeindeteil von Emmingen-Liptingen im Landkreis Tuttlingen in Baden-Württemberg. Das Bauwerk ist beim Landesamt für Denkmalpflege Baden-Württemberg als Baudenkmal eingetragen.

## Beschreibung
Die Saalkirche wurde 1728 erbaut. Sie besteht aus einem Langhaus, einem eingezogenen, dreiseitig geschlossenen Chor im Osten und einem Chorflankenturm an der Südwand des Chors, der im Kern im 13./14. Jahrhundert gebaut wurde. Er wurde mit einem Geschoss aufgestockt, das den Glockenstuhl beherbergt, in dem vier Kirchenglocken hängen. Zwischen den Giebeln, auf denen die Zifferblätter der Turmuhr untergebracht sind, wurde ein spitzer Helm aufgesetzt. 
Zur Kirchenausstattung gehört ein Hochaltar, auf den Joseph Anton Feuchtmayer die Statuen des heiligen Nikolaus und des heiligen Martin untergebracht hat.